# Cristoforo Augusta
Cristoforo Augusta (Casalmaggiore, 1550 circa – Cremona, 1600 circa) è stato un pittore italiano del tardo Rinascimento.
Allievo di Giovan Battista Trotti, fu attivo principalmente a Cremona. Intorno al 1590 eseguì un polittico nel convento dei Domenicani. 